# Chiesa di San Matteo (Laigueglia)
La chiesa di San Matteo è un luogo di culto cattolico situato nel comune di Laigueglia, in via Enrico Arciprete, in provincia di Savona. La chiesa è sede dell'omonima parrocchia del vicariato di Alassio della diocesi di Albenga-Imperia.
Si tratta di un esempio di architettura religiosa del tardo barocco ligure, di fondazione molto antica ma completamente ricostruito, a più riprese, nel corso del Settecento. Contiene numerose opere d'arte pittorica, risalenti in particolare al Seicento e realizzate da autori locali. Alla chiesa è annesso l'oratorio di Santa Maria Maddalena, che conserva a sua volta diverse opere.

## Storia

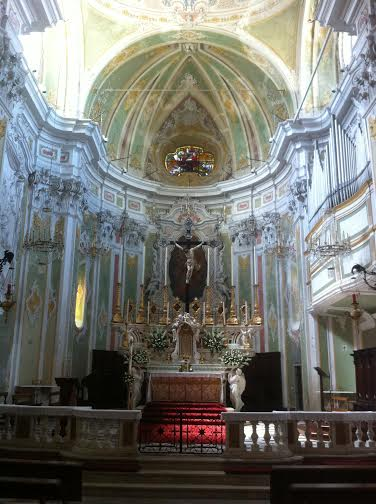
Il presbiterio

L'edificio originario, più piccolo di quello attuale ma sempre dedicato a san Matteo, fu costruito attorno al VII secolo e, da dipendente dalla chiesa di San Giovanni Battista di Andora, divenne per bolla di papa Clemente VII parrocchia indipendente solamente nel 1531.
Tra il 1715 ed il 1723 la chiesa subì una radicale trasformazione: il corpo centrale assunse una forma ottagonale e venne praticato un primo ampliamento.
Tra il 1754 ed il 1781, come da progetto dell'architetto svizzero Gio Domenico Baguti, furono aggiunti il nuovo presbiterio e le due torri campanarie e l'edificio assunse l'attuale forma a croce. Alla fine del Settecento, inoltre, le pareti interne furono decorate con stucchi e sulla cupola venne realizzato l'affresco della Gloria di san Matteo, attribuito a Tommaso Carrega.
A completamento delle opere esistenti, nel 1804, furono trasferiti qui, dalla poi demolita chiesa di San Domenico a Genova, diversi altari, marmi e quadri, che arricchirono notevolmente il patrimonio artistico della chiesa. Il giorno del Corpus Domini del 1807 la parrocchiale laiguegliese fu solennemente consacrata dal vescovo di Albenga, monsignor Angelo Dania.
Risale al 1846 la decorazione a stucco della facciata, ad opera dello stuccatore ticinese Andrea Adami.

## Descrizione

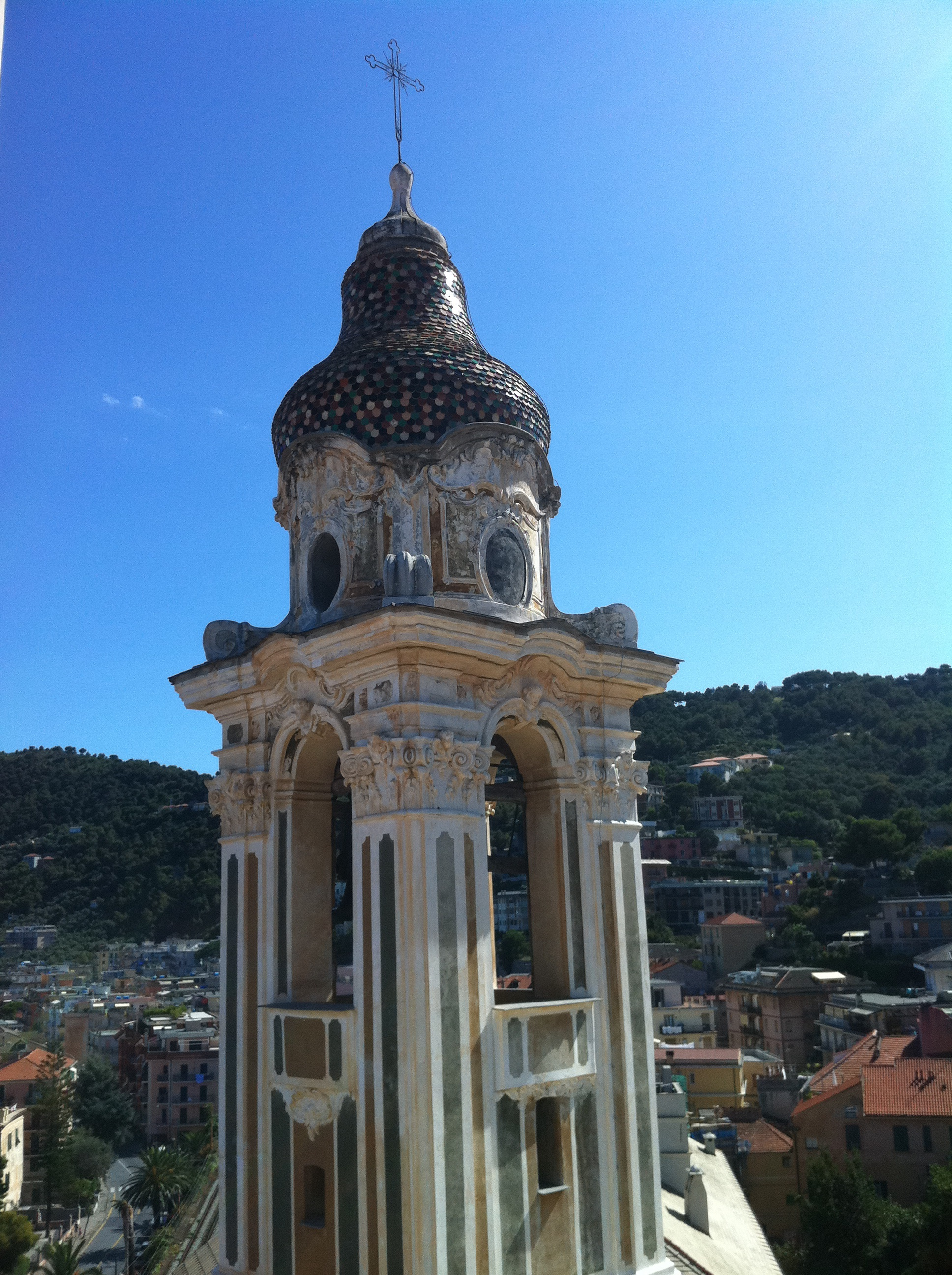
Il campanile

Esternamente, la chiesa è caratterizzata dall'intensa plasticità dello schema e degli stucchi barocchi, che ne rendono molto mosso il profilo. La facciata è sostanzialmente composta da un corpo centrale decorato da aggettanti lesene di ordine corinzio su due livelli, e dalle due torri campanarie, posizionate ai lati del corpo centrale e leggermente ruotate rispetto a quest'ultimo. Nel corpo principale si aprono inoltre il portale d'ingresso e, più in alto, un finestrone dalle linee nuovamente barocche. Numerose nicchie contenenti statue e motivi decorativi, in facciata e sui campanili, completano l'aspetto esterno della chiesa.
All'interno, la chiesa si presenta con la veste assunta durante il Settecento: un motivo unitario di lesene di ordine corinzio decora ritmicamente le pareti, sulle quali sono posti i vari altari lungo le dieci cappelle laterali dedicati a Nostra Signora del Sacro Cuore, a san Giovanni Battista, al Purgatorio, al Crocifisso, a san Giuseppe, a san Giacinto, all'Assunta, a Nostra Signora del Rosario, alla Pentecoste e a sant'Erasmo.
Tra le opere degne di nota si ricordano: l'affresco della cupola, già accennato, con la Gloria di san Matteo attribuito a Tommaso Carrega; la tela raffigurante il Battesimo di Gesù di Giovanni Battista Merano nella cappella di San Giovanni Battista; la Vergine e sant'Anna che intercedono per le anime del Purgatorio, opera pittorica di Giuseppe Paganelli che la realizzò nel 1794 e custodita nella cappella del Purgatorio; nell'altare del Crocifisso il dipinto Gesù crocifisso tra san Mauro e santa Maria Maddalena, la pala della Vergine Addolorata e l'affresco della volta di San Giovanni e Storie della Passione, tutte opere di Giovanni Battista Carlone; la Morte di san Giuseppe (pittore ignoto del Settecento), nell'omonima cappella; la tela San Giacinto (XVII secolo), presso l'omonima cappella; di Bernardo Strozzi il dipinto dell'Assunta e san Raimondo di Penafort; nella cappella di Sant'Erasmo l'omonimo dipinto, forse opera di Pellegro Piola (fratello del più noto Domenico); il dipinto della Pentecoste di Castellino Castello (precedentemente attribuito alla mano di Giambattista Paggi).
Nella zona del precedente presbiterio, ora laterale cappella di Nostra Signora del Rosario, oltre alla statua della Madonna circondata dai Misteri del Rosario, ai lati dell'altare sono conservati i dipinti Samaritana al pozzo (a destra) del pittore locale ottocentesco Benedetto Musso, mentre sul versante opposto fu suo padre - Giuseppe Musso - a realizzare la tela Cristo e l'adultera. Nella chiesa si conserva inoltre un'acquasantiera in marmo del 1561.